# Biflua physasca
Biflua physasca är en svampart som beskrevs av Jørg. Koch & E.B.G. Jones 1989. Biflua physasca ingår i släktet Biflua, divisionen sporsäcksvampar och riket svampar.   Inga underarter finns listade i Catalogue of Life.